# Grosphus polskyi
Espèce
Grosphus polskyi est une espèce de scorpions de la famille des Buthidae.

## Distribution
Cette espèce est endémique de la région d'Atsimo-Andrefana à Madagascar. Elle se rencontre vers Ifaty.

## Description
Le mâle holotype mesure 32,6 mm.

## Étymologie
Cette espèce est nommée en l'honneur de Michael Polsky.

## Publication originale
- Lourenço, Qi & Goodman, 2007 : « Scorpions of south-western Madagascar. A new species of Grosphus Simon, 1880 (Scorpiones : Buthidae). » Boletín de la Sociedad Entomológica Aragonesa, no 40, p. 171-177 (texte intégral).